# JIS-Roman
JIS-Roman ist eine Zeichenkodierung, die bis auf einige Ausnahmen der 7-Bit-ASCII-Kodierung entspricht. So steht zum Beispiel anstelle des Backslashes \ der ASCII-Kodierung das Yen-Zeichen ¥ an Position 92 und an stelle der Tilde ~ ein Overline ¯.
Die Erweiterung des JIS-Roman auf 8 Bit zur Darstellung von Katakana heißt JIS X 0201.